# أغيلون
بلدية أغيلون (بالإسبانية: Aguilón) هي بلدية تقع في مقاطعة سرقسطة التابعة لمنطقة أراغون شمال شرق إسبانيا.

## الديموغرافيا
بلغ عدد سكان بلدية أغيلون 258 نسمة عام 2011 (وفقاً للمعهد الوطني الإسباني للإحصاء).
| 263 | 277 | 295 | 280 | 279 | 256 | 258 |